# Béthon
Béthon is een gemeente in het Franse departement Sarthe (regio Pays de la Loire) en telt 290 inwoners (2004). De plaats maakt deel uit van het arrondissement Mamers.

## Geografie
De oppervlakte van Béthon bedraagt 3,9 km², de bevolkingsdichtheid is 74,4 inwoners per km².
De onderstaande kaart toont de ligging van Béthon met de belangrijkste infrastructuur en aangrenzende gemeenten.

## Demografie
Onderstaande figuur toont het verloop van het inwonertal (bron: INSEE-tellingen).